# Hrvatski pakujac
Hrvatski pakujac (Kitaibelov pakujac, Kitajbelova kandilka, Kitaibelova orlica, lat. Aquilegia kitaibelii) je endemska biljka iz porodice Ranunculaceae.

## Rasprostranjenost
Raste na Velebitu i Plješivici. Raširen je u višim dijelovima dinarskoga gorskog lanca.

## Izgled
Listovi su odozdo modrozeleni i dlakavi. Cvjetovi su veliki. Za vrijeme cvatnje privlači pažnju planinara i ljubitelja prirode. Javlja se pojedinačno ili u malim busenima. Razmnožava se sjemenjem, a obnavlja i iz korijena. 

## Ekološki zahtjevi
Raste u pukotinama vapnenačkih stijena te na stjenovitim mjestima pretplaninskih i planinskih područja Dinarskoga gorja. Temeljem Zakona o zaštiti prirode iz 1976., zaštićen je na svim prirodnim staništima.

## Vanjske poveznice
- - fotografija hrvatskoga pakujca[neaktivna poveznica]